# 掀起世界危機！
《掀起世界危機！》（世界の危機はめくるめく!）是佐藤了著作、藤真拓哉插畫的輕小說作品，Enterbrain出版，繁體中文版由東立出版社代理發行。

## 故事簡介
男主角宮田真吾夢見神要賜給他「拯救世界的特殊能力」，於是隨口說了要「掀起裙子的能力」。第二天回到學校，真吾以試試無妨的心態偷偷對著女同學輕聲喊「掀起來吧！」，誰知她的裙子竟然真的掀起來了！放學時更出現了一個自稱「被選上的人」的少女，要真吾和她一起尋找其他「拯救世界的伙伴」。

## 登場人物

### 被選上的人
宮田真吾
長野縣縣丘高級中學二年級生。能對走光照片、女生等進行忘我的「無限的幻想」，完全不理會其他事物，露出沉迷的表清並會流口水。特殊能力是「掀起裙子的能力」，只要手腕往上揮動並說：「掀起來吧！」就可以把女生的裙子掀起來；在第二集中，被升級為可以脫去女生的任何衣服；在第三集中，使用能力推回海嘯。
住吉穗香
長野縣美須須丘女子高級中學二年級生，話劇社社員，似乎不介意穿着顯眼的衣服四處跑。容易害羞而且是「被選上的人」中唯一的女生，所以常被其他人戲弄。特殊能力是「察知」，用於偵測「被選上的人」和感應世界危機。體內存有另一個名為「古蘭迪奧索」的男性人格，是由神所創造的部份獨立思考體，存在目的是監督「被選上的人」執行拯救世界的行動。
八坂光夫
十一歲的小學六年級生，也是「被選上的人」。沒有禮貌，而且只對女性有興趣。特殊能力是「萬能防護罩」，還可以破壞碰到的物體；但防護能力是女性限定的，男性要被保護的話就要躲到光夫身後。
松川淳
二十歲的重考生，整個房間放滿漫畫、遊戲軟體、動畫等的御宅。隨身帶着一個叫「薰」的動漫人偶，稱它是自己生的妹妹，還和它對話（實際上是自問自答）。特殊能力是「瞬間移動」，附加特殊效果是女性在移動後會除去內衣褲（內衣褲不會跟著當事人移動），其他人能使用「瞬間移動石」移動到淳的位置。
太郎
七歲的前巡邏名犬，經常偷窺穗香的裙底風光，被光夫稱為「色胚狗」。能說人話，第一人稱是「在下」，稱呼其他人時會加上「大人」。特殊能力是「分身」，分身數量最多約一百隻，實際作戰時最多約二、三十隻。
清內路清美
於第二集出場，是第六名「被選上的人」。特殊能力是誘惑男生。

### 其他
哀歌
賜予「被選上的人」力量的女神明，說自己犯了錯，其餘身份不明。
楢川大輝
真吾的同班同學。小學時期就對攝影有興趣，其後因為參加攝影比賽獲獎而漸漸認真，甚至上學時也是相機不離身。後來以「磨鍊攝影技巧」為理由開始拍攝走光照片，並賣給真吾等數個男同學以賺取購買相機零件的錢。知道真吾拯救世界的事，但只對真吾掀裙子的能力有興趣，還合謀拍攝難度更高的走光照片。
莉娜·弦·費絲·八度音
八度音王國的第一公主，性格高傲、脾氣暴躁，身穿華麗洋裝，能力為「魔劍」，武器是比自己體型還大的巨型魔劍「普爾雷斯卡」，擁有強大的戰鬥力。和「被選上的人」對決時被真吾掀起洋裝長裙，依八度音民族習俗，被迫成為真吾的未婚妻，到地球生活並成為真吾的同學。早上會奉恬靜大人（八度音的神明）的指示，做出不同的Cosplay打扮。
梓川柚子
真吾的班導師。為人認真、小心，但對愛情的事很熱心。

## 世界觀
本來地球和其他異次元世界並沒有任何交集。但因為神明（哀歌）犯了小錯誤，地球和異世界產生交集和保持聯繫，而造出裂縫，令世界走向滅亡；所以神賜予「被選上的人」一種力量來拯救世界。
八度音王國
地球以外的異世界。八度音是戰鬥民族，非常憧憬強者。八度音的祖先在約三千年前奮勇擊退了敵人，而戰鬥時裙襬不曾飛起過；因此，八度音民族的女性有穿裙子上戰場的習俗，並且不能讓家人以外的男性見到自己的肌膚；如果八度音民族的女性讓家人以外的男性見到自己的肌膚，她將被迫成為他的未婚妻。

## 出版書籍

### 日文版
- （2008年6月30日發行、ISBN 9784757742888）
- （2008年11月29日發行、ISBN 9784757745209）
- （2009年4月30日發行、ISBN 9784757748323）
- （2009年9月30日發行、ISBN 9784757750449）
- （2010年2月27日發行、ISBN 9784047263147）
- （2010年6月30日發行、ISBN 9784047265981）
- （2010年9月30日發行、ISBN 9784047268340）
- （2011年1月29日發行、ISBN 9784047270336）

### 中文版
- 掀起世界危機！1（2009年6月4日發行、ISBN 9789861038636）
- 掀起世界危機！2（2009年8月27日發行、ISBN 9789861042923）
- 掀起世界危機！3（2010年1月27日發行、ISBN 9789861049809）
- 掀起世界危機！4（2010年4月15日發行、ISBN 9789861053318）
- 掀起世界危機！5（2010年8月12日發行、ISBN 9789861061023）
- 掀起世界危機！6（2011年2月24日發行、ISBN 9789861071954）
- 掀起世界危機！∞（2011年6月2日發行、ISBN 9789861078847）
- 掀起世界危機！7（2011年10月20日發行、ISBN 9789861086910）